# Clase Cánovas del Castillo
La Clase Cánovas del Castillo fue una serie de tres cañoneros construidos por la Sociedad Española de Construcción Naval en los astilleros de Cartagena para la Armada Española.

## Historial

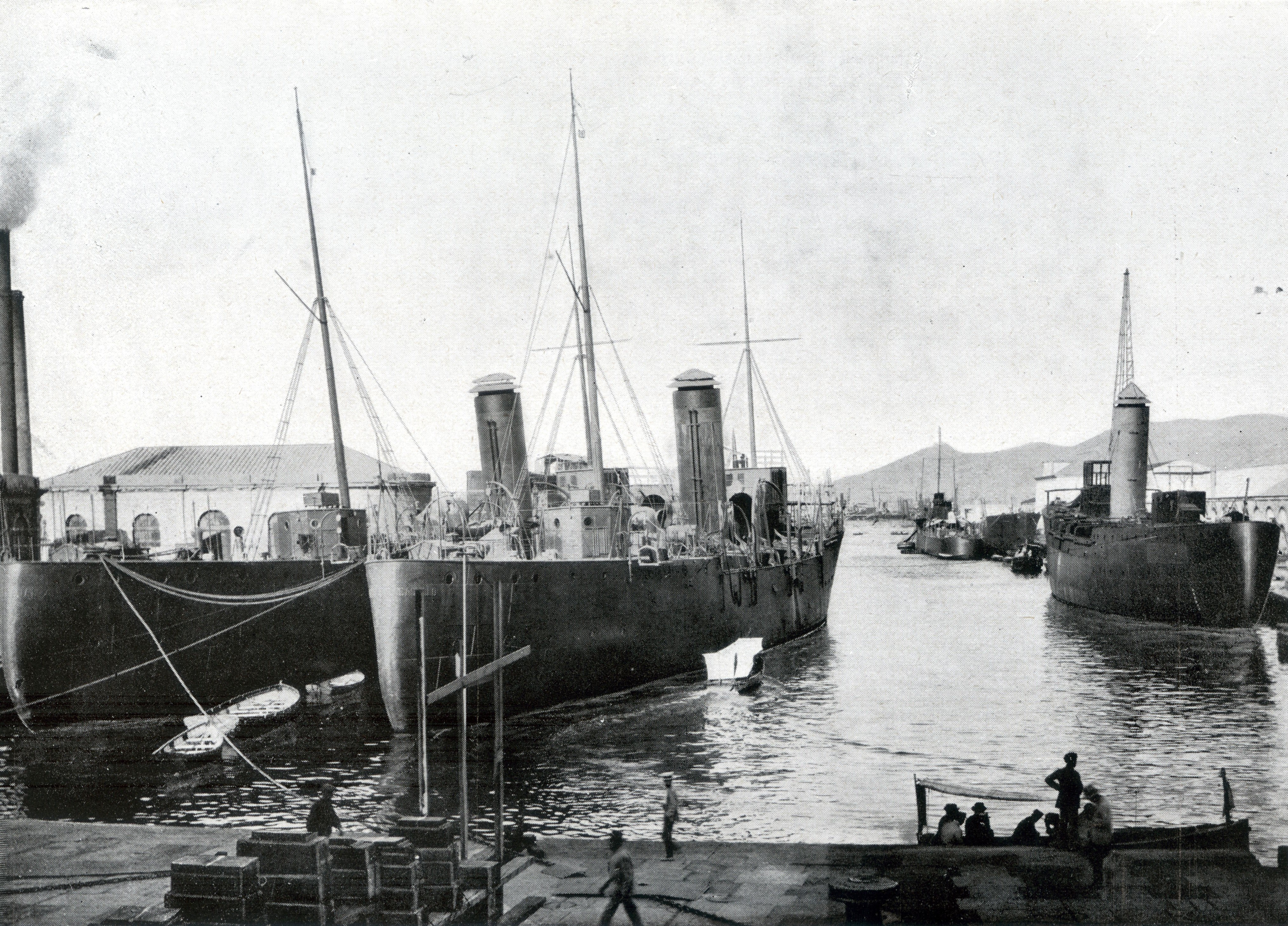
El Cánovas del Castillo y los otros cañoneros del programa en su terminación a flote, posiblemente en el arsenal de Cartagena, año 1923.

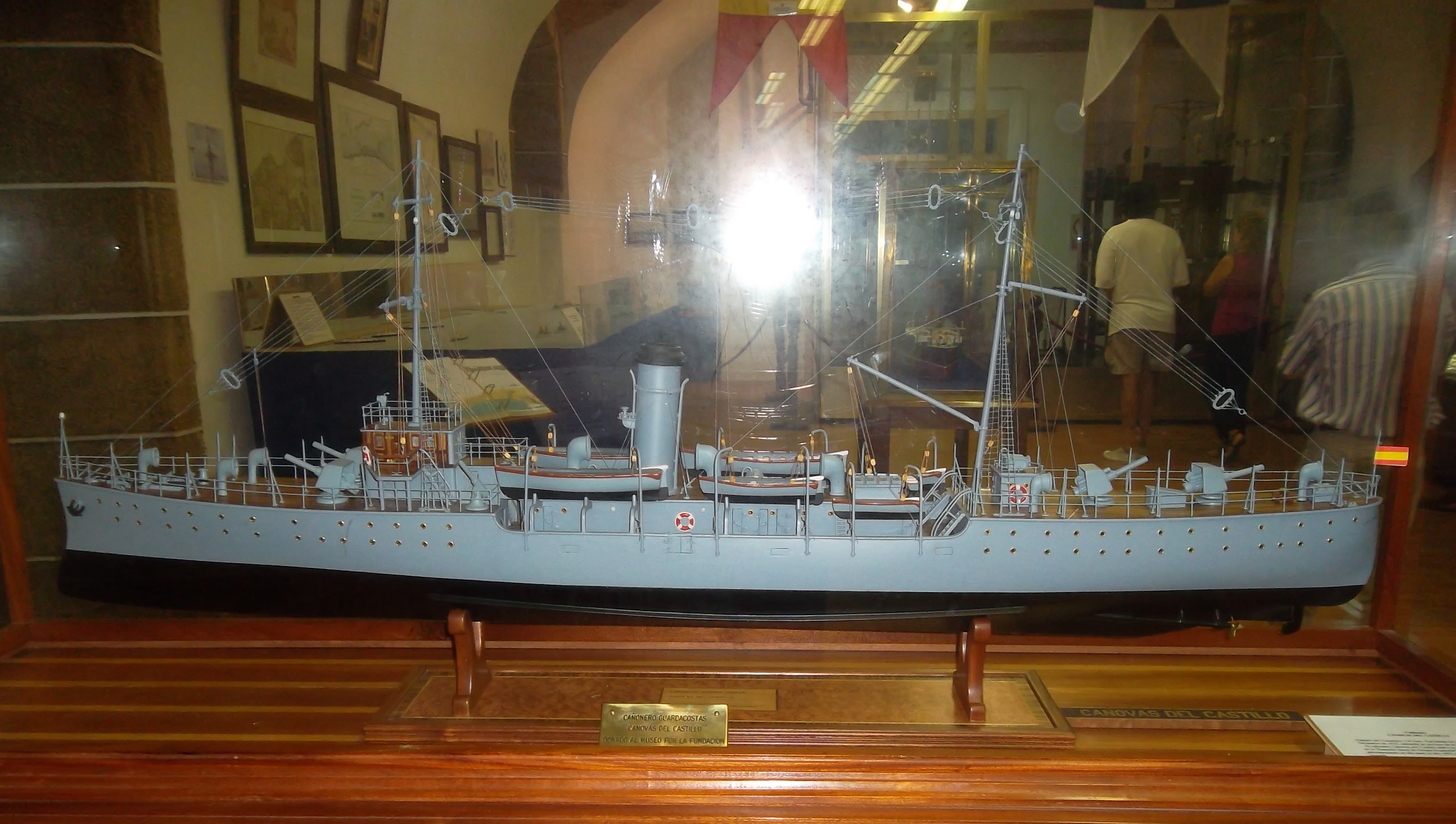
Maqueta del cañonero Cánovas del Castillo gemelo del Canalejas y del Dato, fue entregado a la Marina el año 1923 y dado de baja en 1959. Estos buques fueron usados como unidades de vigilancia y guardacostas.

Fueron autorizados por la llamada Ley Miranda de 17 de febrero de 1915 (Diario Oficial número 39, del 18 de febrero), fueron puestos en grada en 1921 y 1922, botados entre 1922 y 1923 y entregados a la Armada española entre los años 1923 y 1925, de la que fueron dados de baja entre 1951 y 1959.
En estos buques se inspiraron los cañoneros de la clase Guanuajato -Guanajuato, Querétaro y Potosí- construidos dos en Ferrol y uno en Matagorda, Cádiz para la armada de México durante la Segunda República Española.
Los tres participaron en el Desembarco de Alhucemas el 8 de septiembre de 1925, en el transcurso de cuyas operaciones el 12 de septiembre el Canalejas abordó al destructor Velasco que tuvo que retirarse con una grave avería.
Los tres buques quedaron en poder de los militares sublevados contra la República durante la Guerra Civil, siendo usados sobre todo en tareas de vigilancia y guardacostas.
El cañonero Dato, junto con el torpedero T-19 y el guardacostas Uad Kert, impidió que el Alcalá Galiano interceptase el convoy de militares sublevados del 5 de agosto de 1936 en aguas del Estrecho. En represalia, el acorazado Jaime I bombardeó el 7 de agosto Ceuta, La Línea de la Concepción y Algeciras, en cuyo puerto se encontraba atracado el Dato, que resultó gravemente dañado. Fue trasladado al Arsenal de la Carraca para su reparación.
Los cañoneros Dato y Cánovas del Castillo hundieron el buque Cabo Santo Tomé de 16 600 t, de la Compañía Ybarra, que transportaba armas de Odesa (Ucrania Soviética) a Valencia, en Cabo Rosa (Argelia francesa) el 10 de octubre de 1937.

## Buques de la clase
| Cánovas del Castillo | Sociedad Española de Construcción Naval (SECN), Cartagena          | 14 de enero de 1920 | 22 de febrero de 1921 | 21 de enero de 1922    | 7 de diciembre de 1923   | Baja en la Armada el 9 de diciembre de 1959   |
| Canalejas            | Sociedad Española de Construcción Naval (SECN), Cartagena (España) | 14 de enero de 1920 | 29 de julio de 1921   | 1 de diciembre de 1922 | 13 de septiembre de 1924 | Baja en la Armada el 17 de septiembre de 1951 |
| Dato                 | Sociedad Española de Construcción Naval (SECN), Cartagena (España) | 14 de enero de 1920 | 9 de abril de 1922    | 10 de julio de 1923    | 23 de mayo de 1925       | Baja en la Armada el 12 de julio de 1953      |